# Vesperus aragonicus
Vesperus aragonicus är en skalbaggsart som beskrevs av Baraud 1964. Vesperus aragonicus ingår i släktet Vesperus och familjen långhorningar.
Artens utbredningsområde är Frankrike. Inga underarter finns listade i Catalogue of Life.